# Anita Asante
Anita Amma Ankyewah Asante (* 27. April 1985 in London) ist eine ehemalige englische Fußballspielerin ghanaischer Abstammung. Sie stand bei  Vereinen in England, Schweden und den USA unter Vertrag und spielte für die englische Nationalmannschaft.

## Karriere
Asante begann ihre Karriere im Jahre 1998 beim Arsenal LFC. Während der Saison 2003/04 debütierte Asante in der ersten Mannschaft. Zwischen 2004 und 2008 gewann Asante fünf Meisterschaften in Folge. Dazu kamen vier Pokalsiege und drei Ligapokalsiege. In der Saison 2006/07 gewann Asante mit Arsenal den UEFA Women’s Cup. Zur Saison 2008 wechselte sie zum Chelsea LFC und 2009 zu Sky Blue FC.
Mit der englischen U-19-Auswahl nahm Asante an der Weltmeisterschaft 2002 in Kanada teil. Am 14. Mai 2004 debütierte sie in der englischen A-Nationalmannschaft bei einem Spiel gegen Island. Asante nahm sowohl an der Europameisterschaft 2005, der Weltmeisterschaft 2007 als auch an der Europameisterschaft 2009 teil. Für die WM 2011 wurde sie ebenfalls nominiert.  Asante kam erst im letzten Gruppenspiel gegen Japan zu ihrem ersten Einsatz bei der WM in Deutschland, im Viertelfinale gegen Frankreich wurde sie in der 84. Minute eingewechselt. Nach dem verlorenen Elfmeterschießen schied sie mit England ebenso wie 2007 im Viertelfinale aus.
Sie war Mitglied des Team GB bei den Olympischen Spielen 2012, das im Viertelfinale gegen Kanada ausschied.
Am 26. April 2022 gab sie ihr Karriereende zum Saisonende bekannt.

## Erfolge
- UEFA Women’s Cup: 2006/07
- Englische Meisterschaft: 2004, 2005, 2006, 2007, 2008, 2017/18
- US-amerikanische Meisterschaft: 2009
- Englischer Pokal: 2004, 2006, 2007, 2008, 2017/2018
- Englischer Ligapokal: 2005, 2007, 2020
- Zypern-Cup: 2013
- Schwedische Pokalsiegerin: 2012, 2015/2016, 2016/2017
- Schwedische Meisterin: 2014, 2015
- Schwedische Super-Pokalsiegerin: 2013, 2015, 2016